# Strandbekämpare
Strandbekämpare är en typ av arbetsfartyg för oljesanering inom Kustbevakningen.
Strandbekämpare är mindre grundgående fartyg av aluminium som är specialbyggda för strandnära oljebekämpning. De är grundgående och har ett påmonterat borstband på fören (bow collector skimmer). De har tre hydrauldrivna system för oljeupptagning, däckskran och bogramp. De används för att sanera olja vid stränder ur vattnet och på strandkanten efter oljespill.
Kustbevakningen har (2013) tolv båtar av denna typ utplacerade på myndighetens kuststationer. De kan transporteras till sjöss eller till lands till saneringsområdet. Fartygen har en besättning på två man. Den drivs av en Volvo Penta-motor på 143 hästkrafter.